# Olulis rosacea
Olulis rosacea är en fjärilsart som beskrevs av George Thomas Bethune-Baker 1908. Olulis rosacea ingår i släktet Olulis och familjen nattflyn. Inga underarter finns listade i Catalogue of Life.